# 古鲁拉姆·达斯谒师所
古鲁拉姆·达斯谒师所（Gurdwara Janam Asthan Guru Ram Das；旁遮普语）是一个锡克教谒师所，位于巴基斯坦旁遮普邦拉合尔。谒师所的所在地，在传统上认为是第四任锡克教古鲁古鲁拉姆·达斯的出生地和童年故居。。

## 位置
谒师所位于拉合尔城墙内的朱纳曼迪集市（Chuna Mandi），靠近拉合尔堡，和贝古姆沙希清真寺（Begum Shahi Mosque）。谒师所位于“皇家通道”（Shahi Guzargah），通道开始于德里门（Delhi Gate），终止于拉合尔堡。

## 历史
古鲁拉姆·达斯于1534年，出生于拉合尔的"朱纳曼迪"集市。他的童年故居一直存在，直到兰季德·辛格时期，在1801年哈拉克·辛格的诞生庆典期间，被请求在该地建造一座新的谒师所。 兰季德·辛格同意了这一请求，收购了附近地块，以便建造一座新的谒师所。 据称在印巴分治期间的社区暴乱中，有18名锡克人在这个谒师所被杀。

## 建筑
谒师所建在白色大理石平台上，比路面高出几级。 谒师所实测122英尺6英寸乘97英尺6英寸。 谒师所的西边是一个开放式的庭院， 两边各有一栋两层建筑。

## 管理
谒师所由巴基斯坦政府管理。在谒师所每天阅读《古鲁·格兰特·萨希卜》。

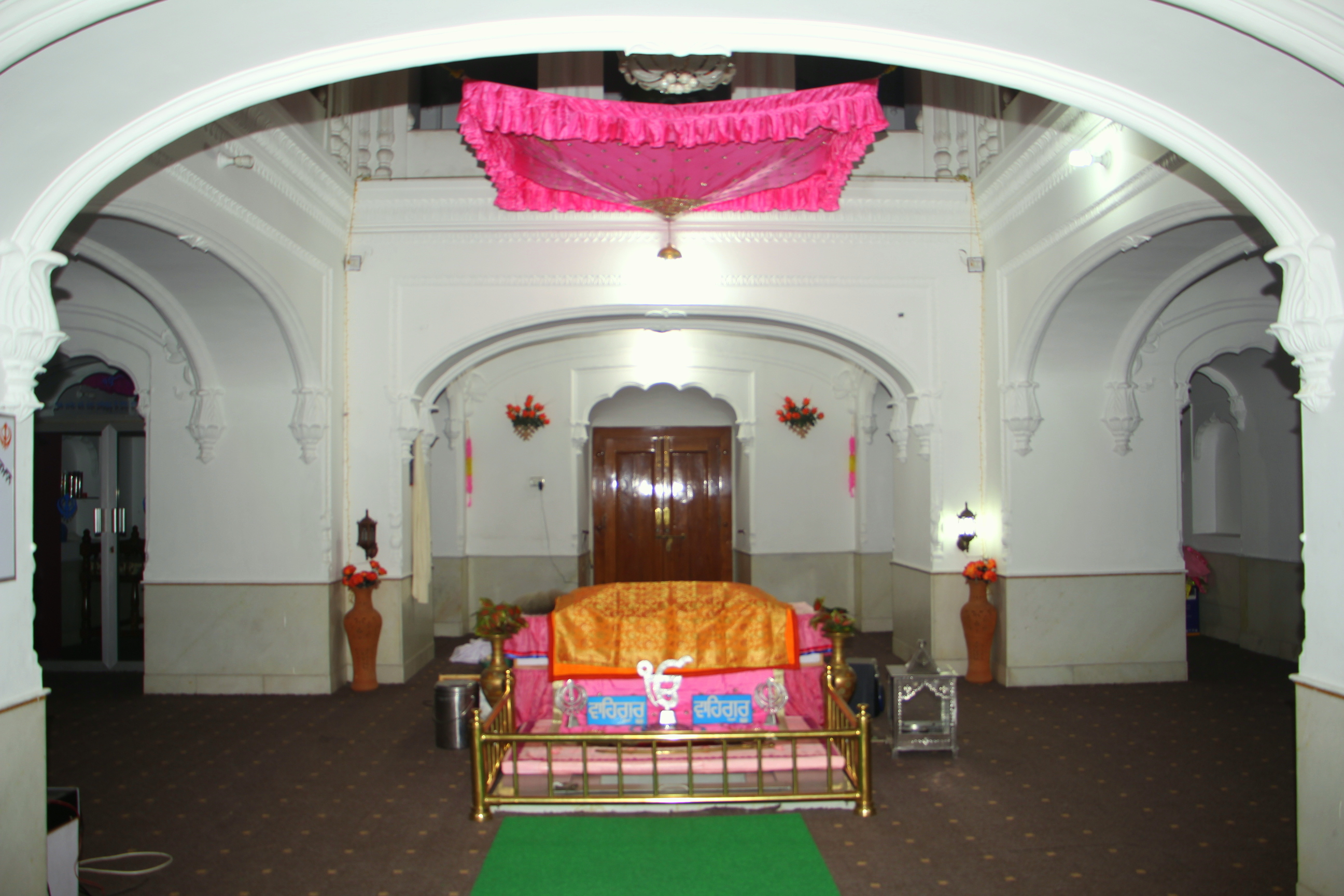
谒师所内部
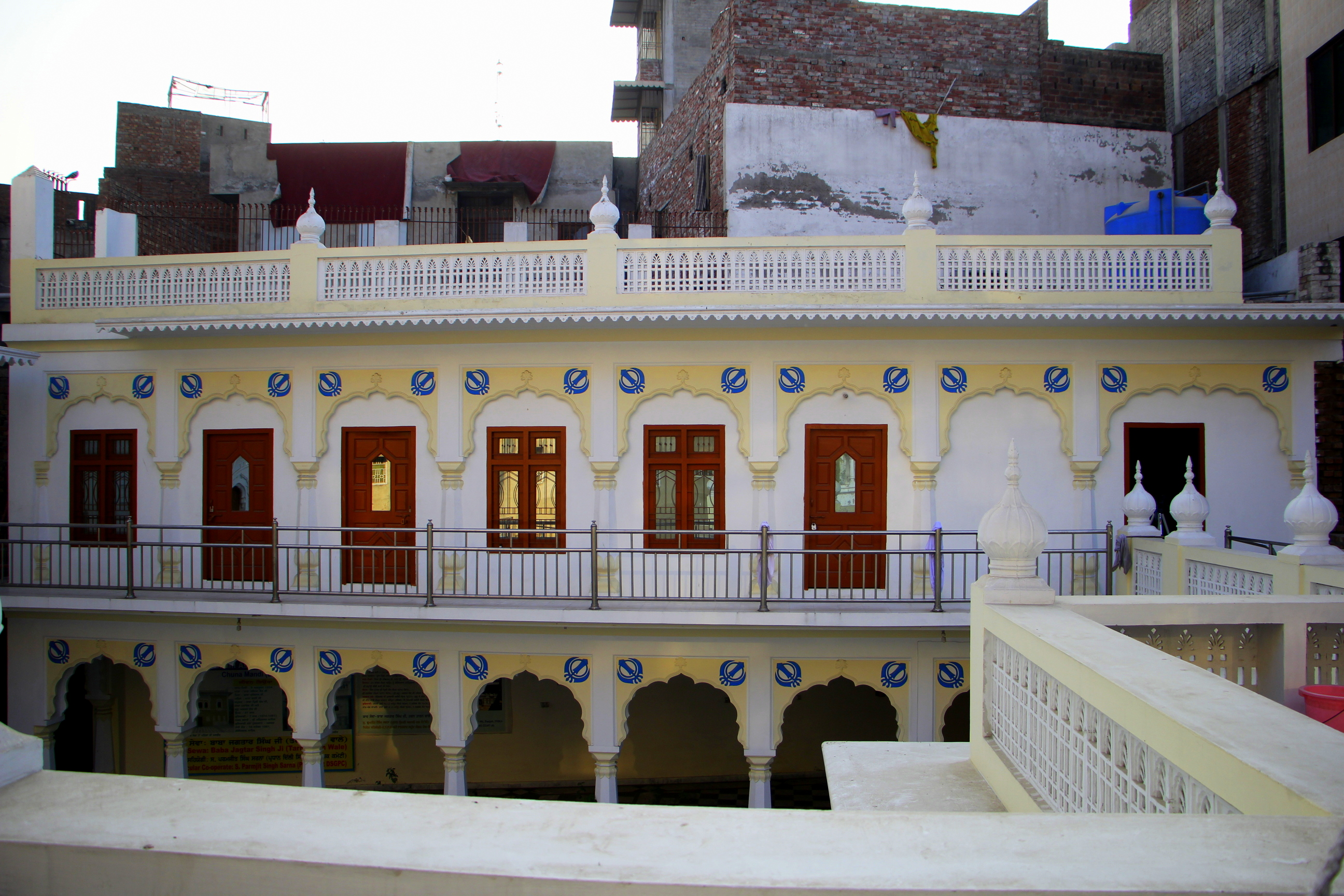